# Церква Успіння Пресвятої Богородиці (Бар)

Церква Успіння Пресвятої Богородиці у місті Бар (Вінницька область) — пам'ятка архітектури національного значення, яка охороняється державою.
Охоронний номер пам'ятки — 63 від 03.11.2005 року. Побудована у 18 столітті. Розташовується у південній частині міста за адресою: вул. Св. Миколая, 10/22. Успенська церква є однією з найстаріших будівель міста. Часто вживанні назви церковної будівлі: Церква Першої Пречистої, Свято-Успенський храм, Церква Успіння Богородиці. Церква Успіння Святої Богородиці входить також до списку пам'яток культурної спадщини, що не можуть бути приватизовані (Закон № 574-VI від 23.09.2008). Державна власність. Загальна площа становить 316 кв.м.

## Історія

### Початок будівництва
Дата завершення побудови храму до сих пір є трохи суперечливою. Церковні відомості 1802 року містять інформацію, згідно з якою будівництво було завершено у 1770 році. В історичних джерелах 1817 року також присутня інформація щодо побудови храму. Проте, вже у 1760 році. Є і ще одна версія дати завершення будівництва — 1757 рік. Ця інформація вказується у джерелах, датованих 1828 роком і саме цю дату найчастіше згадають в історичних дослідженнях. А початком будівництва вважають 1755 року, коли відбулось закладання першого каменю. Побудовану церкву у місті Бар присвятили Успінню Божої матері та Пресвятій Трійці.

### Настоятелі Успенської церкви у 18-19 столітті
Одним з перших настоятелів церкви був Василій Матковський. Саме він встановив на головному вівтарі церкви ікону Спасителя. Більше десятиліття, з 1795 року по 1809 рік, посаду настоятеля церкви займав Іоан Синицький. Церковними священиками були Стефан Бутулинський у 1804—1820 роках та Федір Бутулинський у 1800—1802 роках. Ніс церковну службу в Успенському монастирі у 1838—1844 роках і Павло Бутулинський, який в майбутньому став кафедральним протоієреєм та ключарем у місті Кам'янці. Серед церковних служителів, котрі мали відношення до Успенської церкви, були Василій Кузьминський, Симеон Карчевський, Григорій Янковський, Іван Корчинський, Павло Савпучинський. Починаючи з 1892 року священиком у цій церкві був Афанасій Дверницький.

### Храм у 19-20 столітті
У 1838 році через тріщину у куполі, церква стала потребувати значних ремонтних робіт, які тривали до 1851 року. Після їх завершення, богослужіння були відновлені. Ця споруда була однією з найкращих у Барі. На початку 20 століття у церкві був іконостас, який облаштували ще у першій половині 19 століття. Навіть у наш час у храмі розміщується дві старовинні ікони: «Божої матері» та «Святителя Миколая». У кожної із церковних святинь своя власна історія.
Ікона Божої матері розміщалась на підвищенні на вівтарі. Вони тривалий час знаходилась у Миколаївській та Троїцькій церквах, а потім потрапила до Успенського храму. Реліквія покрита срібною ризою, вшановувалась, як чудотворна. Ікона Богородиці входить до складу реєстру національних святинь України.
Вважається, що ікона Святителя Миколая, опинилась у Свято-Успенському храмі, після того, як її перенесли з Миколаївської церкви, котра знаходилась у місті Бар, проте була ліквідована у 18 столітті. Ікона була привезена Боною Сфорца у місто Бар, яким вона володіла, з італійського міста Барі. У 16 столітті вона передала ікону у Миколаївську церкву. У 1888 році, один з київських купців, Хряков, оновив ікону за рахунок власних коштів.
У 20 столітті, коли багато православних храмів було закрито, Свято-Успенський православний храм зберігся. У 1975 році відбулась знакова подія для храму — було проведено його капітальну реставрацію.

## Архітектура та внутрішнє оздоблення храму

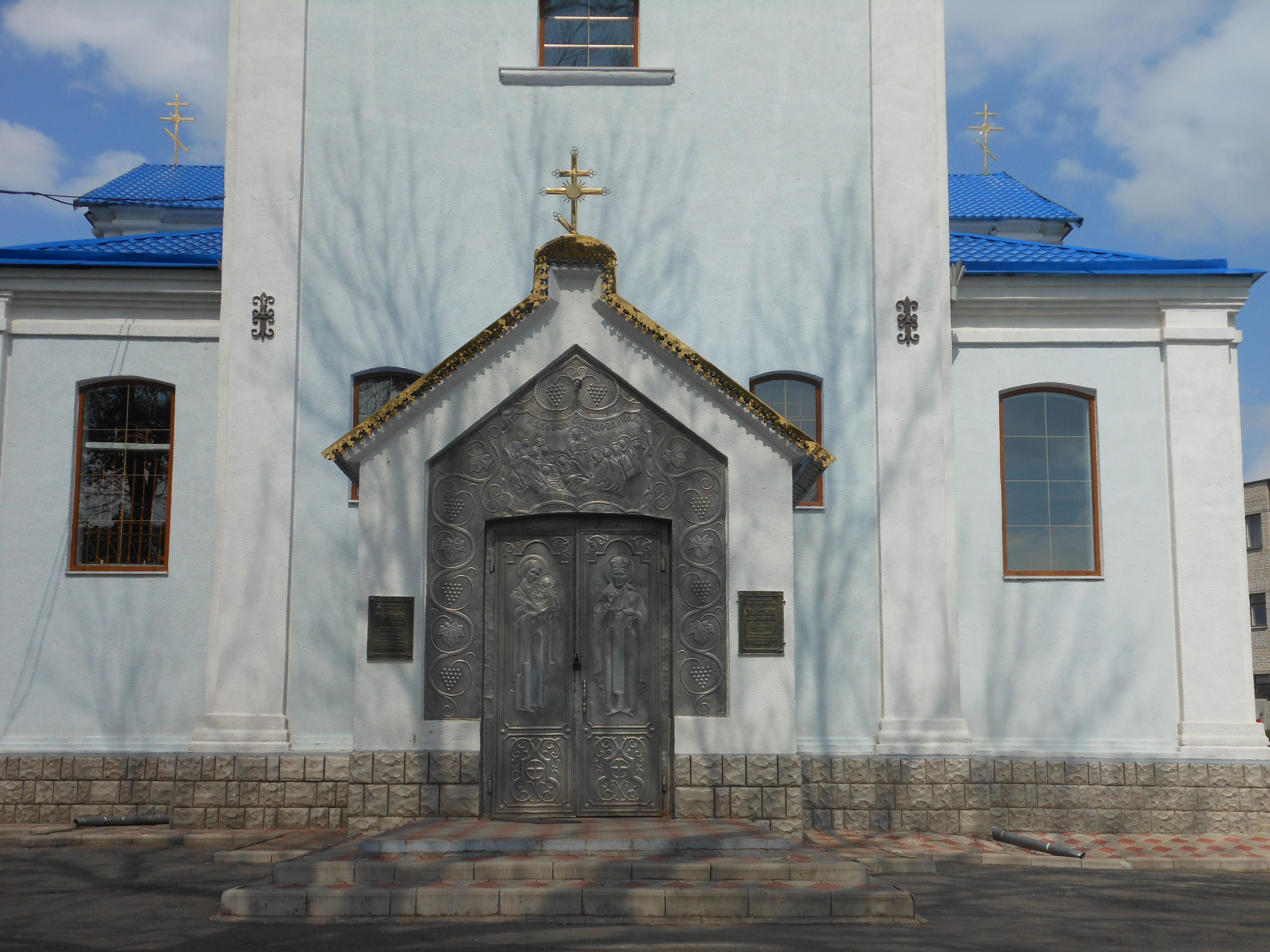

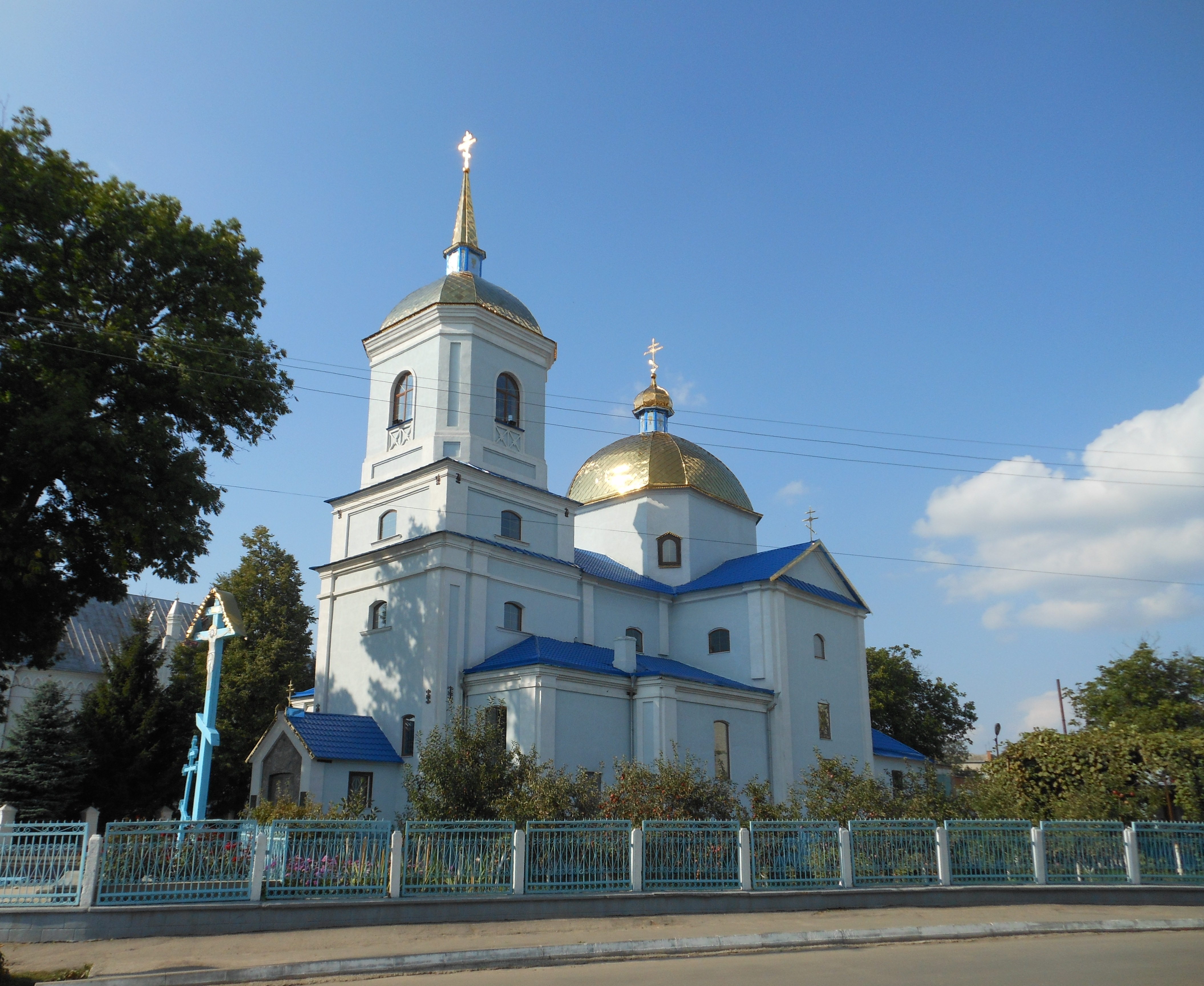
Кафедральний собор Успіння Пресвятої Богородиці

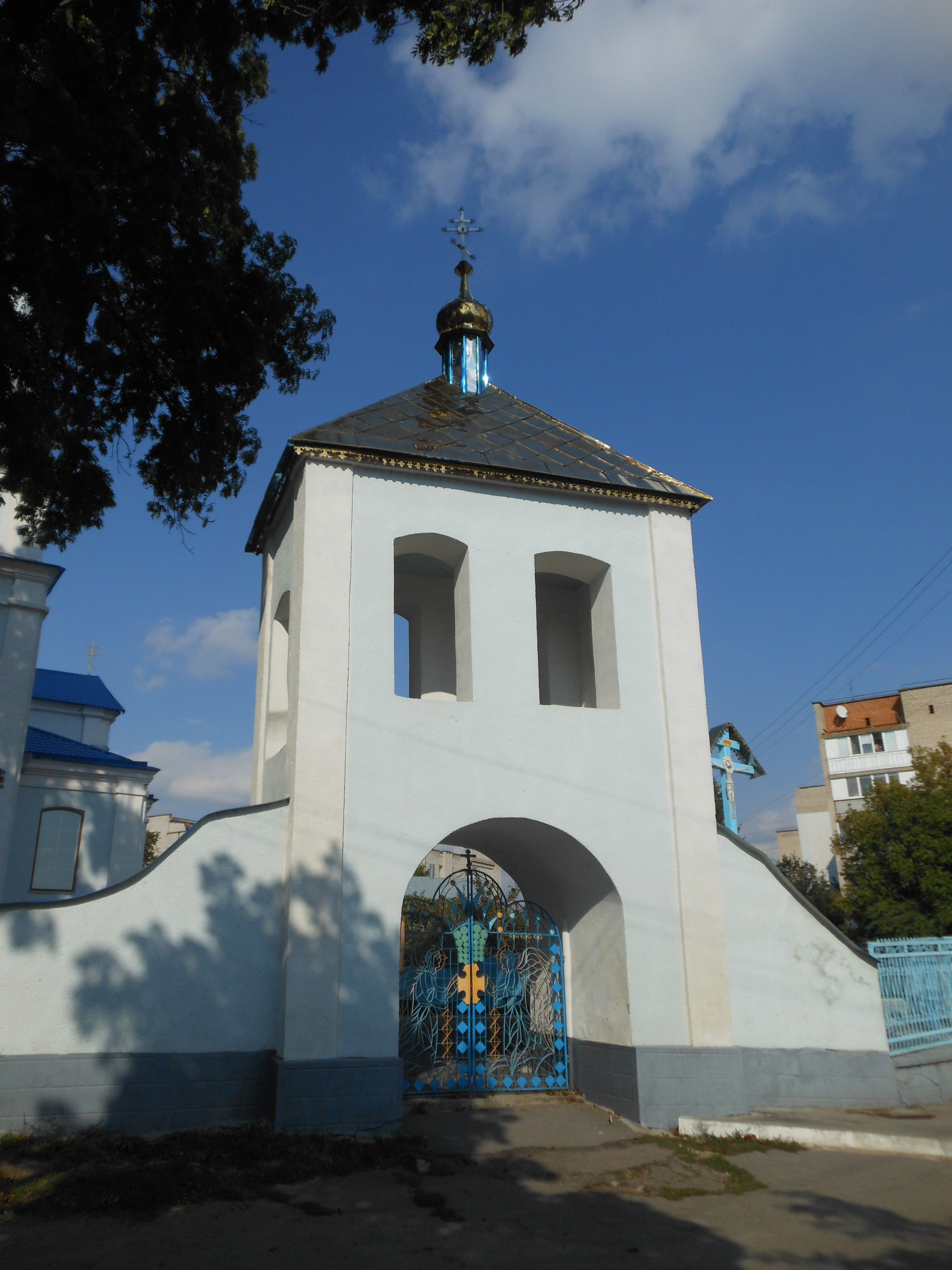

До наших часів збереглась інформація про акти, складені у 1771 та 1783 роках, у тексті яких зазначається, що церковна будівля усередині невеликих розмірів. У храмі розміщувалось три вівтаря: один головний і два бокових. На бокових вівтарях були розміщені «антимінси», а на головному вівтарю встановили ікону Спасителя. На території церковного двору знаходились будиночки. Згідно історичних джерел, паркана, який би огороджував церковну територію, не було. У приміщенні церкви знаходились срібні речі
Успенська церква у місті Бар зазнала деяких архітектурних змін протягом століть. Спочатку споруда була з балконом, хрестова, з одним куполом. Балкон знаходився на західному фасаді і у святкові дні там грав оркестр. Під час капітального ремонту 1851 року був змінений вигляд куполу, з'явилась трьохярусна дзвіниця. Масляний живопис став складовою частиною інтер'єру. Серед сучасних архітектурних елементів, можна виділити янголят різного кольору з заліза на брамі, яка веде до храму. Архітектурний стиль, в якому побудована церква, являє собою пізнє бароко. Споруда в плані — наближена до прямокутника. Його складовими є трьохярусна дзвіниця та її прибудови, приміщення, завдяки розташуванню яких заповнюється простір між гілками хреста. Барабан куполу — восьмигранний, завершується маківкою. Оформленню церкви характерна стриманість, переважає комбінування пілястр та карнизів.Існують певні цікаві думки, що Іван Григорович-Барський — архітектор київського магістрату, мав відношення до побудови Успенської церкви.